# Hrabstwo Greenwood (Kansas)

Piramida wieku hrabstwa

Hrabstwo Greenwood – hrabstwo położone w USA w stanie Kansas z siedzibą w mieście Eureka. Założone 25 sierpnia 1855 roku. Nazwa Hrabstwa pochodzi od Alfreda Greenwooda.

## Miasta
- Eureka
- Madison
- Severy
- Hamilton
- Fall River
- Virgil
- Climax

## Sąsiednie Hrabstwa
- Hrabstwo Lyon
- Hrabstwo Coffey
- Hrabstwo Woodson
- Hrabstwo Wilson
- Hrabstwo Elk
- Hrabstwo Butler
- Hrabstwo Chase